# Thomas Agergaard
Thomas Agergaard (født 1962) er en dansk saxofonist, fløjtenist og komponist, der er kendt for at være alsidig og eksperimenterende. Han spiller mest jazz med en nordisk lyd.

## Karriere
2016 fra November til Februar 2017 Huskomponist hos Alternativet på Christiansborg, værket Forgotten Beats, en lydinstallation blev opført på Charlottenborg i København. Lyd-installationen var sponsoret af Artcoustic Loudspeakers.
2012 ” Sindhupare/Beside the Sea”, a multi – media installation, Gallery Sculpture Korté, Udaipur, Mehrangarh Fort, Jodphur, Diggi Palace, Jaipur, Ganges Art Gallery, Kolkata, India
Agergaard har siden 2003 komponeret en lang række værker for kammerensembler, bl.a. en serie på ni stykker for to klaverer, otte stykker for kammerensemblet REED5 (rørblæserkvintet), 2 saxofonkvartetter, en gendigtning af Ib Nørholms strygekvartet, "September – Oktober – November", for elektrisk strygekvartet og 3 stykker for cello og klaver.
I 1998 komponerede Agergaard musikken til kortfilmen Stævnemødet. Thomas Agergaard er hovedmanden bag kvartetten Thomas Agergaard Kvartet (oprindeligt med Carsten Dahl og Thomas Blachman), hvormed han udgav en CD i 1999 på pladeselskabet ManRec. Samme år deltog han i en tv-dokumentar om jazz på DR.
I 1995 stod Agergaard bag eventet "LIVE BOXING LIVE JAZZ" under Copenhagen Jazz Festival på Kulturby 96-færgen M/F Kronborg.
Agergaard benytter sig af alternative udtryksmetoder til at levere sin musik, og har blandt andet i projektet "Vindens veje" (1989-1994) arbejdet med visuelle hjælpemidler, hvilket resulterede i en udstilling, der blandt andet har været vist i Nordens Hus i Tórshavn.
I 1993 dannede han ensemblet OK NOK...KONGO, en septet som fusionerede stram komposition med fri improvisation. CD'en Ok Nok...Kongo Plays Thomas Agergaard and John Tchicai blev præmieret af Statens Kunstfond i 1995. CD'en Spirit And Facts blev i 2000 nomineret til "Årets Danske Jazzudgivelse" ved Dansk Grammy 2000.
Agergaard har spillet med en lang række af internationale musikere, blandt andre Django Bates, Miroslav Viotus, Andrew Hill, Bob Berg, Marilyn Mazur, Kim Kristensen, Nils Peter Molvær, Lars Jansson, Anders Kjellberg, John Tchicai, Peter Ole Jørgensen, Diana Labrosse, Zapolski Quartet, Tim Berne, Marc Ducret, Herb Robertsen, Joakim Künn, Jim Blac, Hank Roberts, Scott Colley, Nasheet Waits, Helge Lien Trio, Herlin Riley. Jon Fält, Adam Rudolph.

## Diskografi

### CD'er
- 1992: Rounds med Thomas Agergaard Kvartet (Olufsen Records)
- 1994: Contemporary Danish Jazz med Embla (Olufsen Records)
- 1998: Ok nok Kongo med Ok nok Kongo og 3 øvrige (Storyville Records)
- 1999: Testing 1-2-3-4 med Thomas Agergaard Kvartet (ManRec)
- 2000: Spirit and Facts med Ok Nok Kongo (Dacapo)
- 2001: Die Schneekönigin (Deutsche Grammophon)
- 2002: Poetry depARTment af Poul Borum (Storyville Records)
- 2003: Little Mascines med JazzPar 2002 Octet (SUNDANCE)
- 2004: THE ANDREW HILL OCTET +1 ( THE DAY THE WORLD STOOD STILL ) (STXCD 20412)
- 2007: The all Ears Trio / Boiler, Thicai, Agergaard, Peter Ole Jørgensen, SIRONE
- 2008: The Time Span Band + REED5 med The Time Span Band (TimeSpan Records)
- 2009: Growth (TimeSpan Records)
- 2009: Genius Loci - The Arctic (TimeSpan Records)
- 2010: Captain Grants Children (TimeSpan Records)
- 2010: Pace/Thomas Agergaard med Pace Percussion Trio/Thomas Agergaard (Gateway Music)
- 2011: Convocation med LIFT + Thomas Agergaard (TimeSpan Records)
- 2011: Face The Demon med Agergaard, Ginman, Blachman, Dahl (TimeSpan Records)
- 2013 Thomas Agergaard, Marilyn Mazur, Klavs Hovman + Reed5
- 2017 Black Swan With Katrine Windfeld Big Band https://www.youtube.com/playlist?list=PLzpSPwKPYss_VnZ_l33mRSLlvZRbtlBKq

### DVD'er
- 2005: Ginman, Blachman, Dahl featuring Thomas Agergaard (Verve)
- 2010: Pace/ At The Royal Danish Theatre

## Privat
Han er søn af tegner Knud Agergaard og billedhugger Merete Agergaard. Gift Med Sofia Feline Agergård

## Priser/legater
Thomas Agergaard modtog i 2002 Statens Kunstfonds 3 årige arbejdslegat og i 2003 modtog han den tyske mediepris LEOPOLD. I 2002 modtog han DJBFAs Hæderspris og var samme år kapelmester ved Jazzpar Prisens uddelingsshow. I 2009 vandt han Kolding Biblioteks musikskulpturkonkurrence med pladen Growth.

## Gallery
Photos: Hreinn Gudlaugsson